# Nissequogue
Nissequogue ist ein Ort an der Nordküste von Long Island im US-Bundesstaat New York. Es hat den Status eines incorporated village und gehört zu Smithtown im Suffolk County. Nach dem Census von 2010 hatte das Dorf 1.749 Einwohner.

## Geographie
Nissequogue hat eine Fläche von 10,3 km², davon 9,8 km² Land- und 0,5 km² Wasserfläche. Es nimmt die Fläche einer Halbinsel in der zum Long-Island-Sund gehörenden Smithtown Bay ein, die östlich von der Bucht Stony Brook Harbor und westlich von der Mündung des Nissequogue River begrenzt wird. Es grenzt südlich an St. James und den Hauptort von Smithtown an, an den anderen Ufern liegen östlich Stony Brook und Head of the Harbor sowie westlich Kings Park.
Die östliche Spitze der Halbinsel läuft in ein langgestrecktes Dünengebiet aus, Long Beach genannt, die Westspitze heißt Short Beach. Beide sind teilweise Naturschutzgebiete. Der Nissequogue River State Park liegt dagegen nicht auf dem Gebiet von Nissequogue, sondern am anderen Ufer in Kings Park.
Das Dorf ist eher dünn und nur mit Wohnhäusern bebaut, mit vielen Waldgebieten zwischen den Häusern.

## Geschichte
Die erste europäische Siedlung auf dem Gebiet Smithtowns entstand 1665 im heutigen Nissequogue, die erste Kirche wurde 1675 errichtet. Die Inkorporation erfolgte 1926.

## Kultur und Sehenswürdigkeiten
Es gibt einen Golfplatz in Nissequogue, daneben sind die Strände und Naturparks Touristenziele.

## Infrastruktur
Nissequogue verfügt nur über kleinere lokale Straßen und keine eigene Anbindung an Bahn- oder Buslinien.